# رابرت فرانک
رابرت فرانک (به انگلیسی: Robert Frank)؛ (۹ نوامبر ۱۹۲۴-۹ سپتامبر ۲۰۱۹) یک کارگردان، عکاس و مدیر فیلم‌برداری اهل سوئیس بود.
وی همچنین برنده جوایزی همچون کمک هزینه گوگنهایم شده است.